# Гоби-алтайская полёвка
Гоби-алтайская полевка (лат. Alticola barakshin) — вид грызунов из рода скальных полёвок (Alticola). Встречается в Горном Алтае на юге и западе Монголии и в Туве в России. Отмечена в Синьцзяне в КНР. Видовое латинское название происходит от монгольского названия рода Alticola — "барагчин"

## Описание
Длина тела гоби-алтайской полёвки - 95 до 127 мм, хвоста от 17 до 23 мм, ступни - 18-20 мм, уха - 15-19 мм. Вес от 31 до 54 г. Кондилобазальная длина черепа 25.8-29.0, скуловая ширина 15.0-16.2 мм. Этот вид отличается от других монгольских видов рода Alticola очень коротким хвостом, равным или чуть превышающим длину ступни.
Окраска меха спины серая с примесью коричнево-бурых тонов, характерен лёгкий узор из пестрин, сформированных темными вершинами остевых волос. Брюхо, лапы и хвост белые с желтовато-серым налётом.

## Распространение
Гоби-алтайская горная полевка встречается в Горном Алтае в Гоби-Алтае и на Монгольском Алтае в некоторых частях Монголии и в Монгун-Тайгинском районе Тувы в России (в трёх точках: правый берег р. Каргы от Мугур-Аксы на юг до границы; вдоль ручья Кара--Белдир (приток Шара-Харагай), и на р. Моген-Бурен). Кроме того, документально подтверждена находка из крайних восточных отрогов Тянь-Шаня в Синьцзяне, Китай. Распределение высот составляет от 900 до 2500 метров.

## Образ жизни
В южной части ареала (хр. Гурван-Сайхан, хр. Их Богдо) гоби-алтайская полёвка обитает, в основном, в арчевниках. Причём на северных склонах Гурван-Сайхана зверьки живут в лощинах, где арчи, густо растут кусты жимолости, смородины, спиреи, кизильника, крыжовника, шиповника и т. д. На Их Богдо обитают в арчевниках  на высоте 2200-2500 метров. Дальше к северо-западу зверьков добывали в скалах.  В Туве эти полёвки селились под плитами камней или в трещиноватых выходах стланцевых скал. Перед входами в убежища зверьки складывают кучки мелких камешков, которые извлекают, расширяя убежище. Гнезда расположены на глубине 30-50 см и состоят из стеблей трав и шерсти домашних животных. На зиму собирают запасы, состоящие из сухих веточек караганы, стеблей полыни, лапчатки. Вес запасов до 6.5 кг. 
Кормящая самка была поймана в июне, и у нее было шесть плацентарных рубцов, что позволяет предположить, что в помете было шесть детенышей. 
На Монгольском и Гобийском Алтае ареал этого вида перекрывается хангайской полёвкой (Alticola semicanus), на крайнем северо-западе Монгольского Алтая и в Туве широко перекрывается с ареалом плоскочерепной полёвки (Alticola strelzovi).  Перекрывание  ареалом тувинской полевки (Alticola tuvinicus), возможно, но насколько известно не подтверждено документально.

## Систематика
Гоби-алтайская полёвка в настоящее время рассматривается как самостоятельный вид в составе рода скальных полёвок (Alticola), который включает двенадцать видов. Многие этот вид считали подвидом центральноазиатской полёвки (Alticola stoliczkanus) sensu lato, объединяющим всех короткохвостых Alticola с упрощённым строением  M3,  .

## Статус, угрозы и охрана
Хотя информации о популяции и реальном ареале гоби-алтайской горной полевки мало, она классифицируется Международным союзом охраны природы и природных ресурсов (МСОП) как вид, вызывающий наименьшее беспокойство. Это оправдано очень большим ареалом  и предполагаемой большой численностью популяций этого вида. По-видимому, нет никаких известных угроз существованию вида, так как об этом нет информации.

## Рекомендуемые источники
- Летов Г. С. Гоби-алтайская полевка — новый вид грызунов в фауне СССР. // Известия ИПЧИ т. 24 Иркутск 1962.